# Haytarma
Haytarma (krimskotatarsko qaytarma: »vrnitev«, »vrnitev domov«) je ukrajinski dramski film iz leta 2013. V njej je prikazan krimskotatarski pilot in junak Sovjetske zveze Amet-kan Sultan na ozadju deportacije krimskih Tatarov leta 1944. Naslov filma pomeni »Vrnitev«. Haytarma je tudi ime najbolj priljubljenega krimskotatarskega narodnega plesa.

## Produkcija in izid
Snemanje se je začelo oktobra 2012 na Krimu. Prvotni proračun filma je znašal 2,5 milijona ameriških dolarjev. Sredstva je zagotovil Lenur İslâm, lastnik ukrajinske televizijske postaje ATR Channel. Veliko izdatkov je bilo namenjenih scenografiji in kostumografiji. Predogled filma je bil objavljen marca 2013. Premiera je bila predvidena za 18. maj 2013, na 69. obletnico deportacij. Povabljeni so bili Amet-Khanova vnukinja Veronika, piloti sovjetskih zračnih sil, ruski generali in veleposlaniki tujih držav. 

## Odzivi
Kyiv Post je film pozitivno ocenil in ga označil kot »film, ki ga ljubitelji zgodovine morajo videti«. V Simferopolu kino Kosmos ceni, da si je film v prvem tednu ogledalo šest tisoč ljudi, do 4. junija pa tisoč na dan; kino je začel s samo dvema predstavama na dan, a je zaradi nepričakovane priljubljenosti dodal še dve. Film je bil prikazan na Mednarodnem filmskem festivalu Zlata pomaranča v Antaliji oktobra 2013. Bil je eden od treh filmov, ki so se uvrstili v ožji izbor ukrajinske komisije za kandidaturo za oskarja za najboljši tujejezični film.
Ruski konzul v Simferopolu Vladimir Andrejev je sprožil javne polemike zaradi pripomb, da film »izkrivlja resnico«, ker ni omenil domnevnega kolaboracionizma krimskih Tatarov med okupacijo Ukrajine v nacistični Nemčiji. Nekaj uglednim ruskim generalom, ki so bili povabljeni na premiero, je svetoval, da se je ne udeležijo, in dejal, da so si Krimski Tatari deportacijo zaslužili, kar je povzročilo velik odziv. Kasneje je priznal, da si filma dejansko ni ogledal: » [Seitablaevega] filma nisem videl, vem pa, da temelji na ponarejeni zgodovini, ker so ga producirali krimski Tatari«. Javnost je izrazila gnus ob izjavi in 23. maja 2013 je okoli 300 ljudi pred konzulatom protestiralo in zahtevalo, da se Andrejeva razglasi za »persono non grata«; ukrajinsko ministrstvo za zunanje zadeve izjave Andrejeva označilo za "neprimerne". Andrejev svojih Tatarom sovražnih pripomb, podanih brez poznavanja filma, ni hotel umakniti, vendar je naslednji dan tudi rusko ministrstvo za zunanje zadeve besede Andrejeva označilo za neprimerne in nepravilne. Na koncu je odstopil v jezi, ker ruska vlada njegovih komentarjev ni podprla.